# 님바땃쥐
님바땃쥐(Crocidura nimbae)는 땃쥐과에 속하는 포유류의 일종이다. 코트디부아르와 기니, 라이베리아 그리고 시에라리온에서 발견된다. 자연 서식지는 아열대 또는 열대 기후 지역의 습윤 저지대 숲이다. 서식지 감소로 위협받고 있다.